# Ешлі Каріньо
Ешлі Енн Каріньо Баррето (3 серпня 1994 , Фахардо, Пуерто-Рико ) — пуерториканська модель і переможниця конкурсу краси, яка отримала титул «Міс Всесвіт Пуерто-Рико 2022». Представляла Пуерто-Рико на конкурсі «Міс Всесвіт 2022» і стала другою афро-пуерториканкою, яка брала участь у цьому конкурсі та увійшла до п'ятірки найкращих. Раніше Каріньо була коронована як Міс Флорида США 2021 і посіла друге місце на конкурсі краси Міс США 2021.

## Походження та навчання
Каріньо народилася 1994 року в Фахардо в Пуерто-Рико, у сім'ї Хосе Каріньо та Ольги Баррето. Вона найстарша з п'яти дітей в сім'ї. Пізніше у 5-річному віці вона з родиною переїхала до Кіссіммі в штаті Флорида (США). Її мати раніше брала участь у конкурсах у Пуерто-Рико. Каріньо відвідувала Професійно-технічну середню школу в Кіссіммі, яку закінчила в 2012 році, де отримала сертифікат для роботи психосоціальним реабілітологом, що спеціалізується на роботі з дітьми з порушенням когнітивного розвитку. Ешлі Каріньо зацікавилася психосоціальною реабілітацією дітей після того, як сама подолала в дитинстві синдром порушення активності та уваги (СПАУ).
Пізніше Каріньо вступила на навчання до Валенсійського коледжу в Орландо, штат Флорида, а потім перевілася до Університету Центральної Флориди, вивчаючи аерокосмічну інженерію. До участі в конкурсі «Міс США 2021» Каріньо сподівалася працювати в NASA після закінчення навчання.

## Модельна кар'єра
У 2021 році Каріньо розпочала свою модельну кар'єру після реєстрації в конкурсі « Міс Флорида США 2021», її першого конкурсу в житті. Її заохотили до участі інші члени родини, разом зі своєю сестрою Джойс Баррето. Представляючи Південний Кіссіммі, Каріньо виграла титул у липні 2021 року, ставши першою жінкою з Кіссіммі, яка отримала титул Міс Флорида США.
Як Міс Флорида США, Каріньо отримала право брати участь у конкурсі краси Міс США 2021 . Фінал конкурсу «Міс США» відбувся 29 листопада 2021 року в Талсі, штат Оклахома, де Каріньо посіла друге місце після переможниці Ель Сміт із Кентуккі та Кейтлін Фогель із Північної Дакоти . Це був лише третій випадок, коли Флорида потрапила до трійки лідерів конкурсу з часів Міс США 1980 року.

### Міс Всесвіт Пуерто-Рико
Після завершення періоду переможниці конкурсу Міс Флорида США, Каріньо повернулася до Пуерто-Рико, щоб претендувати на участь у майбутньому конкурсі краси Міс Всесвіт Пуерто-Рико 2022 . У червні 2022 року Каріньо було оголошено однією із 28 фіналісток, які братимуть участь у конкурсі, представляючи муніципалітет Фахардо.
Пізніше в фіналі, який відбувся 11 серпня в Сантурсе, Сан-Хуан, Каріньо увійшла до п'ятнадцяти найкращих. Потім — до десятки та п'ятірки, перш ніж остаточно стати переможцем конкурсу. Завдяки цій перемозі Ешлі Каріньо стала другою афро-пуерториканкою, яка отримала титул «Міс Всесвіт Пуерто-Рико» після своєї попередниці Мішель Колон. Як Міс Всесвіт Пуерто-Рико, Каріньо представляла Пуерто-Рико на конкурсі Міс Всесвіт 2022 і потрапила до топ-5. Вона повторила успіх пуерто-раканки Кіарм Ортега на Міс Всесвіт 2018.